# Cognitieve taalkunde
De cognitieve taalkunde, of cognitivistische taalkunde, is een stroming binnen de linguïstiek die vertrekt vanuit de cognitieve processen die aan taal inherent zijn, en net om die reden antimentalistisch is.
Cognitieve voorstellingen van taal worden gekenmerkt door hun vooronderstelling dat taalgebruikers gemeenschappelijke geestelijke ideeën bezitten bij datgene wat tussen hen gecommuniceerd wordt; dit zijn de zogenaamde construals, conceptualisaties van uitdrukkingen op een psychologisch niveau, waarin spatiale relaties en acties van entiteiten ten opzichte van elkaar als het ware in de geest veraanschouwelijkt worden. In de modellen van Langacker, die onder de cognitieve grammatica ressorteren, wordt dit uitgedrukt in termen van een trajector ten opzichte van een landmark, een referentiepunt waartegenover de relatie begrijpelijk wordt. Bijvoorbeeld: 
- De deur opent.
- De deur wordt geopend.

In een cognitieve analyse zijn dit twee volstrekt verschillende uitdrukkigen: geopend worden impliceert een entiteit, een actor die de deur opent. De deur opent stelt de scène zo voor alsof de deur op zichzelf opent, en degene die de deur opent, is niet in de construal aanwezig. De twee zinnen profileren zich dus anders — en profilering is een kernbegrip in het cognitivisme.
Cognitieve taalkunde heeft vaak weinig aandacht voor formele syntaxis, in die zin dat syntactisch-grammaticale verbanden binnen een zin in feite semantische nuances zijn, die aan de hand van het cognitieve model kunnen worden voorgesteld en hun eigen volwaardige betekeniscomponenten tot de algemene betekenis bijdragen. Met andere woorden: een formeel verschil in zinsbouw is voor een cognitivist in eerste instantie een betekenisverschil: een elementje als het lidwoord het of het werkwoordsmorfeem -en heeft in een cognitieve benadering een duidelijke betekenis, en dient niet louter om een grammaticale klasse (dit concept wordt overigens gecontesteerd), dan wel een grammaticaal verband binnen de zin aan te geven. Zodoende bestaan in de cognitieve taalkunde geen betekenisloze elementen; wanneer iets aanwezig is, betekent het automatisch ook iets.
Incorporatie van technisch-fonologische aspecten is voor cognitivisten niet aan de orde: enkel indien de 'wijze waarop iets gezegd wordt' een invloed op de betekenis uitoefent, wordt de specifieke vorm van de uitdrukking in rekening gebracht. Dit houdt in dat verschillen in regionale accenten, klemtonen etc. niet de kern van de zaak zijn: wat telt is de psychologische voorstelling. Karakteristiek voor het cognitivisme is desalniettemin zijn nadruk op communicatie, vermits construals voor collectief geldend gehouden worden. 
De ambitie van de cognitieve taalkunde bestaat erin, het hele fenomeen van de taal zoals ze daadwerkelijk in de realiteit voorkomt, op psychologisch verantwoorde wijze te overkoepelen. Hierin onderscheidt zij zich van de mentalistische aanpak zoals vooropgesteld door Chomsky, die een cartesiaans principe van meta-talige introspectie voorstaat, zonder noodzakelijkerwijze voeling met de cognitieve aannemelijkheid van de analyses te onderhouden, en met ampele voorziening voor lege en theoretisch gepostuleerde elementen, zoals nulmorfemen en nulallomorfen. De twee zijn in wezen tegengesteld aan elkaar, ofschoon ze beiden op introspectie berusten: mentalistische taalkunde streeft immers naar een mathematisch systeem, zonder een daadwerkelijke intersubjectieve toets, terwijl cognitieve taalkunde de taal als een collectief-psychologisch en dus reëel voorkomend sociaal verschijnsel benadert.
De cognitieve taalkunde is tevens wars van constructionele beslommeringen; zij streeft niet naar valentiedescripties van syntactische participanten (zie hiervoor constructiegrammatica) — indien een constructie aanwezig is, dan kan dit als een cognitief verband worden gerepresenteerd. Diachroniciteit binnen de taal is evenwel, door de noodzaak aan werkelijke, denkende geesten, een vrijwel compleet verwaarloosde factor: voor grammaticalisatiestudies kan men zich weliswaar op het cognitieve fundament van de construal beroepen, maar men blijft hiervoor afhankelijk van contextuele inferentie, aangezien taalgebruikers uit significant vroegere taalstadia nu eenmaal dood zijn.